# ジェフリー・バナン
ジェフリー・ダニー・バナン（Jeffrey Danny Vanan、1992年12月21日 ‐ ）は、スリナムの陸上競技選手。専門は短距離走で、100mの自己ベストは10秒28の元スリナム記録保持者。

## 経歴
2015年5月16日にサン＝ローラン＝デュ＝マロニで開催された国際競技会の男子100mでスリナム新記録（当時）となる10秒28（+0.5）をマークし、Ifrish Albergの持つ従来の記録を0秒01塗り替えた。
2015年6月の南アメリカ選手権 (en) 男子100mでは決勝に進出するも、Diego Palomeque（10秒40）、アレックス・キニョネス（10秒43）、Ifrish Alberg（10秒57）に次ぐ10秒60（-1.1）の4位に終わり、0秒03差でメダルを逃した。
2015年8月22日の北京世界選手権男子100mに予備予選から出場。サッカー選手のクラレンス・セードルフ、キックボクサーのアーネスト・ホーストを生んだスリナムから出場する選手ということで、予備予選の注目選手としてTBSの中継内で取り上げられた。予備予選は10秒55（-0.6）の組1着で突破したが、予選は10秒57（-0.3）とタイムを落として敗退した。

## 自己ベスト
記録欄の（　）内の数字は風速（m/s）で、+は追い風を意味する。
| 種目 | 記録           | 年月日        | 場所                         | 備考           |
| ---- | -------------- | ------------- | ---------------------------- | -------------- |
| 100m | 10秒28 (+0.5)  | 2015年5月16日 | サン＝ローラン＝デュ＝マロニ | 元スリナム記録 |
| 100m | 10秒24w (+2.1) | 2016年4月16日 | ルミール＝モンジョリー       | 追い風参考記録 |

## 主要大会成績
備考欄の記録は当時のもの
| 年   | 大会                                | 場所         | 種目 | 結果    | 記録          | 備考       |
| ---- | ----------------------------------- | ------------ | ---- | ------- | ------------- | ---------- |
| 2014 | 南アメリカU23選手権 (en)            | モンテビデオ | 100m | 予選    | 11秒06 (+0.6) |            |
| 2014 | 南アメリカU23選手権 (en)            | モンテビデオ | 200m | 予選    | DQ            |            |
| 2014 | 中央アメリカ・カリブ海競技大会 (en) | ハラパ       | 100m | 予選    | 10秒74 (-1.0) |            |
| 2014 | 中央アメリカ・カリブ海競技大会 (en) | ハラパ       | 200m | 予選    | 21秒78 (+1.9) |            |
| 2015 | 南アメリカ選手権 (en)               | リマ         | 100m | 4位     | 10秒60 (-1.1) |            |
| 2015 | ユニバーシアード (en)               | 光州         | 100m | 準決勝  | 10秒77 (+0.3) |            |
| 2015 | ユニバーシアード (en)               | 光州         | 200m | 2次予選 | 21秒30 (+0.4) | 自己ベスト |
| 2015 | 世界選手権                          | 北京         | 100m | 予選    | 10秒57 (-0.3) |            |
| 2017 | イスラム諸国連帯競技大会 (en)       | バクー       | 100m | 準決勝  | 10秒58 (+0.3) |            |
| 2017 | イスラム諸国連帯競技大会 (en)       | バクー       | 200m | 7位     | 21秒25 (+0.6) |            |
| 2017 | 南アメリカ選手権 (en)               | アスンシオン | 100m | 6位     | 10秒42 (+1.9) |            |
| 2017 | 南アメリカ選手権 (en)               | アスンシオン | 200m | 予選    | 21秒35 (+3.0) |            |